# Кокпектиколь
Кокпектиколь (каз. Көкпектікөл) — упразднённое село в Амангельдинском районе Костанайской области Казахстана. Входило в состав Байгабылского сельского округа. Находилось примерно в 13 км к юго-западу от села Амангельды. Код КАТО — 393443400. Ликвидировано в 2013 году.

## Население
В 1999 году население села составляло 62 человека (33 мужчины и 29 женщин). По данным переписи 2009 года в селе проживало 19 человек (7 мужчин и 12 женщин).